# Посольство Гренады в России
Посольство Гренады в Российской Федерации (англ. Embassy of Grenada to the Russian Federation) — дипломатическая миссия Гренады в Российской Федерации, расположенная в столице государства, городе Москве.

## История
Дипломатические отношения между СССР и Гренадой были установлены в 1979 году. Однако в 1983 году генерал-губернатор Гренады Пол Скун в одностороннем порядке объявил об их разрыве под давлением США после их вторжения на остров. С 1979 по 1983 год посольство Гренады в СССР располагалось в Москве на Октябрьской площади, по улице Добрынинская (ныне — Коровий Вал), дом 7.
В итоге дипотношения были восстановлены 17 сентября 2002 года. В 2017 году была возобновлена работа посольства Гренады в Москве. Послом назначен Олег Фирер, вручивший свои верительные грамоты 3 октября 2017 года.

## Послы Гренады в России
- Олег Фирер (2017—2022)[1]